# 玛奇·辛克莱
玛奇·辛克莱（英語：Madge Sinclair，1938年4月28日—1995年12月20日），女，牙买加演员。曾获得黄金时段艾美奖戏剧类电视系列剧最佳女配角。